# Ulster Volunteers
Pour le groupe paramilitaire créé en 1966, voir Ulster Volunteer Force.

Les Ulster Volunteers (français : Volontaires de l'Ulster) sont une milice unioniste irlandaise créée en 1912 par Edward Carson. En janvier 1913, ils se rebaptisent en Ulster Volunteer Force (français : Force volontaire de l'Ulster, UVF).
L'UVF, soutenue par la bourgeoisie protestante (Rudyard Kipling fait partie des soutiens financiers de l'organisation), était opposée au Home Rule. En réaction, les républicains fondent le Volunteer Movement en juillet 1913. L'UVF, dirigée par le lieutenant-général George Richardson (militaire) (en), compte jusqu'à 90 000 membres. En 1914, l'organisation reçoit la livraison de 25 000 fusils et cinq millions de cartouches peut être grâce à Guillaume II. En septembre 1914, la 36e Division (Ulster) de la New British Army est fondée, composé quasi exclusivement de membres de l'UVF. Ce régiment participe à la bataille de la Somme en juillet 1916.
Le 25 juin 1920, face à l'extension des affrontements liés à la guerre d'indépendance irlandaise en Ulster, l'UVF est officiellement relancée. Cependant, elle ne rencontre pas le même succès que durant la crise du Home Rule et d'autres groupes paramilitaires unionistes lui font concurrence. L'UVF participe néanmoins aux affrontements, elle joue surtout un rôle le fer de lance dans la vague de violence anticatholique qui débute en juillet 1920 et se poursuit pendant deux ans. L'UVF visent notamment les populations civiles catholiques, elle incendie ainsi des habitations à Derry ou à Lisburn par exemple. Néanmoins, James Craig constate la faiblesse de l'organisation reformé et son incapacité à arrêter les actions de l'IRA. Il promeut alors la formation d'une force de police spéciale armée officielle exclusivement protestante. La Ulster Special Constabulary (USC) est formée en octobre 1920, William Spender, le commandant en chef de l'UVF encourage ses hommes à la rejoindre. Durant la guerre, l'UVF agit conjointement avec l'USC, qui adopte ses méthodes de représailles violentes contre les civiles catholiques. L'USC n'incorpore tous les volontaires issus de l'UVF et des autres groupes paramilitaires unionistes qu'en 1922.
En 1966, un groupe paramilitaire loyaliste reprendra l'appellation d'Ulster Volunteer Force.